# ATP Challenger Hobart
Das ATP Challenger Hobart (offiziell: Tasmania Challenger) war ein Tennisturnier, das 1978 sowie von 1988 bis 1991 jährlich in Hobart, auf Tasmanien, stattfand. Es gehörte zur ATP Challenger Tour und wurde zuletzt in der Halle auf Teppich gespielt. Todd Woodbridge ist mit zwei Titeln im Einzel und einem im Doppel Rekordsieger des Turniers.

## Liste der Sieger

### Einzel
| Jahr                         | Sieger              | Finalgegner    | Ergebnis      |
| ---------------------------- | ------------------- | -------------- | ------------- |
| 1991                         | Sandon Stolle       | Fernon Wibier  | 7:5, 6:4      |
| 1990                         | Simon Youl          | Jamie Morgan   | 7:6, 7:6      |
| 1989                         | Todd Woodbridge (2) | Mark Kratzmann | 6:3, 1:6, 6:2 |
| 1988                         | Todd Woodbridge (1) | Shane Barr     | 6:3, 7:6      |
| 1979–1987: nicht ausgetragen |                     |                |               |
| 1978                         | Bob Carmichael      | John Marks     | 4:6, 6:3, 6:4 |

### Doppel
| Jahr                         | Sieger                         | Finalgegner                | Ergebnis      |
| ---------------------------- | ------------------------------ | -------------------------- | ------------- |
| 1991                         | Michael Brown Andrew Kratzmann | Bret Richardson Simon Youl | 3:6, 6:3, 7:6 |
| 1990                         | Brett Custer David Macpherson  | Brett Steven Sandon Stolle | 6:2, 6:7, 6:4 |
| 1989                         | Jamie Morgan Todd Woodbridge   | Roger Rasheed Carl Turich  | 7:6, 7:6      |
| 1988                         | Charlton Eagle Paul Mick       | Shane Barr Roger Rasheed   | 7:6, 4:6, 7:6 |
| 1979–1987: nicht ausgetragen |                                |                            |               |
| 1978                         | John Marks Chris Kachel        | Greg Braun Peter Campbell  | 6:1, 6:4      |